# Söderby-Karls församling
Söderby-Karls församling var en församling i Uppsala stift och i Norrtälje kommun i Stockholms län. Församlingen uppgick 2006 i Estuna och Söderby-Karls församling i Stockholms län.

## Administrativ historik
Församlingen har medeltida ursprung under namnet Söderby församling. 20 december 1796 införlivades Karlskyrka församling och namnet ändrades då till det nuvarande.
Församlingen var till 20 december 1796 moderförsamling i pastoratet Söderby och Karlskyrka för att därefter till 1962 utgöra ett eget pastorat. Från 1962 till 2006 var församlingen moderförsamling i pastoratet Söderby-Karl, Estuna, Lohärad som till 1974 även omfattade Malsta församling och från 1974 Edsbro församling Församlingen uppgick 2006 i Estuna och Söderby-Karls församling.

## Kyrkor
- Söderby-Karls kyrka

Karls kyrkoruin utgör resterna av den tidigare kyrkan i Karlskyrka församling.